# Seco Herrerano
Seco Herrerano és considerada la beguda alcohòlica nacional de Panamà. S'obté després d'una destil·lació triple del sucre de canya, tradicionalment es beu sol o en mescla substituint el rom o la vodka.
És un licor clar. En còctel el més famós és Chichita Panamá, fet amb poncem i suc de pinya. També es beu a la part atlàntica del país amb llet (col·loquialment seco con vaca) i llet de coco.

## Altres noms
1. Trece Letras
2. El Baja Panty
3. Seco
4. Nueve Letras (el més conegut)
5. El Varela
6. Vuelve Loco
7. Cardenal Varela